# Yoná Ibn Yanáh

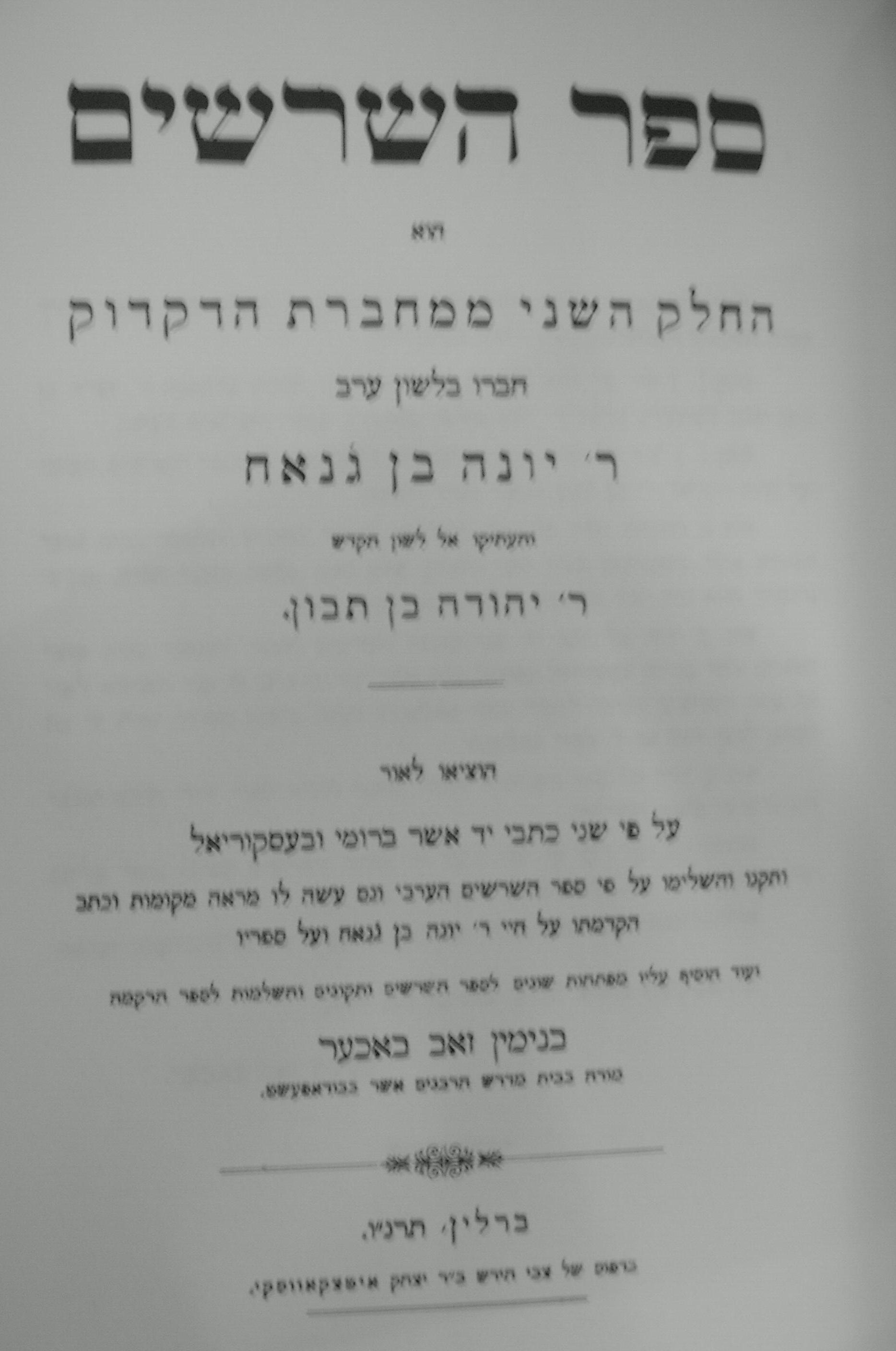
Portada del Sefer Hashorashim, traducción hebraica del Kitab al-usul (edición Berlín, 1897), uno de los principales trabajos de Yoná ibn Yanáh

Yoná ibn Yanáh, (en hebreo original יונה אבן ג'נאח, Abu-l-Walid Marwan ibn Yannah en árabe: أبو الوليد مروان بن جناح‎ (Córdoba, ¿985? - Zaragoza, 1050), escritor, gramático y médico hebraicoespañol de expresión árabe.

## Biografía
Aunque nacido en Córdoba, estudió en Lucena, la ciudad más judaica de toda la España musulmana, emporio cultural y comercial de enorme importancia, con Ishaq ibn Chicatella, de la escuela de M'nahem. También se cree fue discípulo de Yehudá ibn Daud, paladín de esa misma escuela. Siguiendo las huellas de estos preclaros gramáticos y demás predecesores, logró elevar la ciencia gramática y lexicológica al ápice de su esplendor.
Tras un azaroso peregrinar causado por las turbulencias de las luchas de los bereberes por el poder en las postrimerías del Califato de Córdoba, la llamada Fitna de al-Ándalus, se estableció como médico en la taifa de Zaragoza, corte de los tuyibíes,  alrededor del año 1012. Allí, protegido por esos soberanos, amantes de la cultura, se dedicó a sus investigaciones lingüísticas y escriturarias:
Consagro mis días y mis noches a mis actividades científicas, y gasto en aceite el doble que otros en vino
Con lo que se refiere a las lámparas de aceite que iluminaban sus lecturas nocturnas. 
Su primera obra, el al-Mustalha (Complemento), es una crítica y a la vez expansión de la obra de David Hayyuj, fundador de los estudios sistemáticos de la gramática hebrea. Su última obra, su Kitab al-Tashwir (El libro de la refutación), está perdido en su mayor parte. Solamente escribió en árabe y toda su obra tiene tema gramatical o lexicográfico, salvo un breve opúsculo dudosamente atribuido sobre materia médica. Fuera de varias obras menores de carácter preparatorio o polémico contra los seguidores de las enseñanzas gramaticales de Samuel Ibn Nagrella o este mismo, destaca sobre todo el Kitab al-tanqih (Libro de la investigación en detalle), que está dividido en dos partes: el Kitab al-luma (El libro de los pensiles o parterres de muchos colores) y el Kitab al-usul (El libro de las raíces). El primero se centra en la gramática del hebreo, el segundo su diccionario. 
El Libro de los pensiles es un tratado sistemático de fonética, morfología y sintaxis; el Libro de las raíces, un diccionario o tesoro lexicográfico del hebreo bíblico. Estos dos trabajos fueron traducidos al hebreo por Yehudá ibn Tibbón en el siglo XII bajo los títulos de Libro del recamado y Libro de las raíces, pero hay cuatro traducciones distintas al hebreo, lo que ya de por sí muestra la importancia de la obra y el interés que suscitó. Adelantándose en el tiempo usó métodos claramente comparatistas, esto es, explicó fenómenos propios del hebreo comparándolos con otros similares en otras lenguas semíticas (árabe y arameo). Su obra dejó profunda huella en toda la lingüística hebrea medieval y muchos de sus puntos de vista perviven en la actualidad. 
El temperamento de Yanáh era desabrido con los falsos eruditos; no estuvo dotado de numen poético, pero se conmueve cuando a causa de su fervor investigador encuentra una interpretación nueva en la Tanaj, que llegó a leer ocho veces con fines gramaticales y de crítica textual, siempre sobre la base de la interpretación literal, o cuando encuentra una idea original en Gramática. Esa era toda su vida: la de un filólogo. Se lo ha considerado con justicia "el más grande de los hebraístas medievales" y "príncipe de los gramáticos".

## Obras

### Opúsculos polémicos
- Kitab al-mustalhig ("Libro complementario")
- Risala al-tanbih ("Carta de la advertendia")
- Kitab al-taqrib wa-al-tashil ("Libro para acertar y facilitar")
- Kitab al-tasuiya ("Libro del enderezamiento")
- Kitab al-tasuir ("Libro de la admonición")

### Obras mayores
- Kitab al-tanqih o "Libro de la crítica", en hebreo Séfer ha-diqdûq, "Libro de la investigación minuciosa", en dos partes:
  - Kitab al-luma ("Libro de los pensiles", gramática razonada y completa en 46 capítulos sobre morfología, fonética y cuestiones gramaticales, sintácticas y exegéticas de la lengua hebrea, con opiniones sobre cientos de pasajes difíciles y polémicos de los textos sagrados fundadas siempre en la interpretación literal)
  - Kitab al'usul ("Libro de las raíces", diccionario hebreo etimológico con multitud de textos de la Sagrada Escritura).

### Medicina y Farmacología
- Kitāb al-Taljīṣ ("Libro del extracto"). Diccionario de nombres de plantas y medicinas. También es conocido como Kitāb Tafsīr al-adwiya (Libro de comentario de los medicamentos), o Tarŷamat al-adwiya al-mufrada (Libro de la interpretación de los medicamentos simples). Es obra perdida.